# Broken Arrow
Broken Arrow — двадцать четвёртый студийный альбом канадского автора-исполнителя Нила Янга (седьмой совместно с Crazy Horse), изданный в 1996 году.

## Об альбоме
Первые три композиции Broken Arrow представляют собой весьма длинные и структурированные джем-записи. Последняя песня, «Baby What You Want Me to Do», были записана Янгом и Crazy Horse вживую на небольшом «секретном» концерте в Калифорнии, что даёт ей дух бутлег-записи. Бонус «Interstate» в своё время не попал в альбом 1990 года Ragged Glory, позднее выходил ограниченным тиражом на грампластинках.

## Отзывы
Broken Arrow получил смешанные отзывы. Стивен Томас Эрльюин из Allmusic в своей рецензии написал, что некоторые песни Broken Arrow являются «весьма неравномерными, с туманными мелодиями и недопроявленными текстами», некоторые — «довольно выдающимися и прекрасными», но в целом — «альбом плывёт от песни к песне совершенно бесцельно». Обозреватель The Independent отметил, что «лирически альбом Нила эквивалентен банальному Under the Red Sky Боба Дилана; музыкально — весь Broken Arrow сосредоточен в первых трёх длинных, рваных песнях в классическом стиле Crazy Horse». Критик оценил запись как «альбом, который не смог стать достойным, хоть и изо всех сил боролся за это». Broken Arrow занял 31 место в чарте Billboard 200.

## Список композиций
| №  | Название                               | Длительность |
| -- | -------------------------------------- | ------------ |
| 1. | «Big Time»                             | 7:24         |
| 2. | «Loose Change»                         | 9:49         |
| 3. | «Slip Away»                            | 8:36         |
| 4. | «Changing Highways»                    | 2:28         |
| 5. | «Scattered (Let's Think About Livin')» | 4:13         |
| 6. | «This Town»                            | 2:59         |
| 7. | «Music Arcade»                         | 3:59         |
| 8. | «Baby What You Want Me to Do»          | 8:08         |
| 9. | «Interstate»                           | 6:24         |

## Участники записи
- Нил Янг — вокал, электрогитара, акустическая гитара, фортепиано, губная гармоника
- Фрэнк Сампедро — электрогитара, бэк-вокал
- Билли Тэлбот — бас-гитара, бубен, бэк-вокал
- Ральф Молина — ударные, перкуссия, бэк-вокал